# صوفی‌آباد (سرخه)
صوفی‌آباد یکی از روستاهای شهرستان سرخه در استان سمنان ایران است. این روستا در ۲۰ کیلومتری جنوب باختری  شهر سمنان و در ۱۱ کیلومتری شرق سرخه در دهستان لاسگرد در شهرستان سرخه جای گرفته‌است.
بر پایه سرشماری سال ۱۳۸۵، جمعیت این روستا برابر با ۵۱ نفر (۱۷ خانوار) بوده‌است. آرامگاه شیخ علاءالدوله سمنانی، صوفی بزرگ سده‌های هفتم و هشتم قمری ایران، در این روستا واقع است. علاءالدوله سمنانی در اشعار خود چندین بار به محلی به نام خداداد اشاره می‌کند که نام چشمه آبی بوده که در نزدیکی روستا قرار داشته و آب آشامیدنی روستائیان از آن تأمین می‌گشته است. زبان محلی آن به سه هزار سال پیش باز می‌گردد که یکی از کهن‌ترین و اصیل‌ترین زبانهای محلی در سطح دنیا به شمار می‌رود.

## منبع و پانویس
1. «: کمیته تخصصی نام نگاری و یکسان سازی نام های جغرافیایی ایران :». بایگانی‌شده از اصلی در ۲۹ اوت ۲۰۱۱. دریافت‌شده در ۱۹ ژوئیه ۲۰۱۱.
2. ↑  «نتایج سرشماری ایران در سال ۱۳۸۵». درگاه ملی آمار. بایگانی‌شده از روی نسخه اصلی در ۲۱ آبان ۱۳۹۲.
3. ↑  سمنانی، شیخ علاءالدوله ، دیوان کامل اشعار فارسی و عربی شیخ علاءالدوله سمنانی، به اهتمام عبدالرفیع حقیقت، تهران: شرکت مؤلفان و مترجمان ایران، ۱۳۶۴. (بخش مقدمه: ص شانزده).